# Windsor (Ontário)
Windsor é uma cidade da província canadense de Ontário. Faz fronteira com a cidade norte-americana de Detroit, Michigan. Windsor e Detroit estão separadas pelo Rio Detroit, e uma curiosidade é o fato de que Windsor está localizada ao sul de Detroit (lembrando que a maior parte do Canadá está localizado ao norte dos Estados Unidos).